# Терренс Пол
Терренс Пол (англ. Terrence Paul, 14 вересня 1964) — канадський академічний веслувальник.
Олімпійський чемпіон 1992 року в складі вісімки, учасник 1988 року.